# Шпак, Владимир Степанович
Влади́мир Степа́нович Шпак (7 (20) февраля 1909, Псков, Российская империя — 23 февраля 2009, Санкт-Петербург, Россия) — крупный учёный в области технической химии, инициатор и организатор широких исследований новых классов химических соединений, академик АН СССР (1981). Герой Социалистического Труда (1961).

## Биография
Родился в Пскове (1909). Окончил Ленинградский химико-технологический институт (ЛТИ) по специальности «Взрывчатые вещества» (1931).
В предвоенные и военные годы разрабатывал технологии нитрования ароматических соединений, участвовал в проектировании и создании нового производства для получения мощного взрывчатого вещества — гексогена, руководил организацией производства боеприпасов в Казани. Заместитель директора по научной работе ГИПХ (с 1948 г.). ГИПХ в этот период был определён головной организацией в стране по важнейшим оборонным химическим проблемам и в том числе по разработке ракетных топлив. Директор ГИПХ (с 1953 г.). С 1977 г. главный химик Минхимпрома СССР по тяжёлому органическому синтезу. С 1993 г. советник генерального директора Российского научного центра «Прикладная химия».
Владимир Степанович Шпак — крупный учёный в области технической химии, инициатор и организатор широких исследований новых классов химических соединений, областей их применения, работ по созданию новых технологических процессов получения важнейших веществ для специальной техники. На основе фундаментальных исследований и разработок технологических процессов, проведённых под руководством В. С. Шпака, впервые в стране построены химические производства для нужд народного хозяйства и оборонной техники.
Сам Владимир Степанович курировал разработку и осуществление проекта второй очереди ГИПХ и посёлка Кузьмоловский.
Широкие исследования свойств, механизма образования и условий получения нитропарафинов закончились созданием производства высокомолекулярных аминов на основе нитропарафинов (коллектор АНП-2). Исследование возможных путей получения высокомолекулярных алифатических аминов привели к созданию производства флотореагентов. Разработка оригинального метода получения сложных эфиров позволила осуществить производство эфиров — важных продуктов для решения оборонных вопросов. Исследования производных гидразина, фторорганических соединений, производных азиридина и др. обеспечили развитие исследований и создание крупных производств в этой области. Исследования новых представителей различных классов химических соединений — окислителей, поверхностно-активных веществ, некоторых модификаций полимерных материалов, катализаторов отверждения и горения металлов позволили разработать технологии получения, определить наиболее эффективные области их использования и организовать промышленные производства.
При его участии появилось в нашей стране производство изделий из уникальных неметаллических материалов (пирографит, пиронитрид бора и др.), получаемых методом газофазного осаждения по технологиям, также разработанным в ГИПХ.
Направляя деятельность подразделений института на решение первоочерёдных, важнейших государственных задач, Владимир Степанович всегда находился в тесном контакте с главными конструкторами — С. П. Королёвым, В. П. Глушко, В. Н. Челомеем, М. К. Янгелем, В. П. Макеевым и другими. В 1961 году за выдающиеся успехи в создании образцов ракетной техники и обеспечении полёта советского человека в космическое пространство Владимиру Степановичу Шпаку присвоено звание Героя Социалистического Труда.
В 2001 году В. С. Шпаку была присуждена премия имени Д. И. Менделеева в области химических наук «за цикл научно-исследовательских и прикладных работ в области химии и технологии высокоэнергетических продуктов для космонавтики и ракетной техники».
В качестве профессора Ленинградского технологического института им. Ленсовета и руководителя аспирантов и диссертантов ГИПХ В. С. Шпак принимал активное участие в подготовке научных кадров.

## Труды
Автор монографий, более 500 статей и отчётов, около 60 изобретений. Созданные под его руководством два многотомных справочника стали настольной книгой во многих НИИ и КБ. Автор «Доктрины развития химической науки и промышленности».
Главный редактор академического «Журнала прикладной химии».

## Награды и звания
- Заместитель председателя научного совета по химическим наукам координационного совета РАН в Санкт-Петербурге.
- С 1992 г. Председатель Северо-Западного отделения Научного совета РАН по горению.
- Вице-президент Всесоюзного химического общества им. Д. И. Менделеева.
- Главный химик страны по тяжёлому органическому синтезу.
- Заслуженный деятель науки и техники РСФСР.
- Орден Ленина (дважды).
- Орден Трудового Красного Знамени (дважды).
- Орден Октябрьской Революции.
- Герой Социалистического Труда (1961).
- Награждён премией имени Д. И. Менделеева.
- Лауреат премии Правительства РФ 2003 года в области науки и техники.